# Mönchehof (Borgentreich)

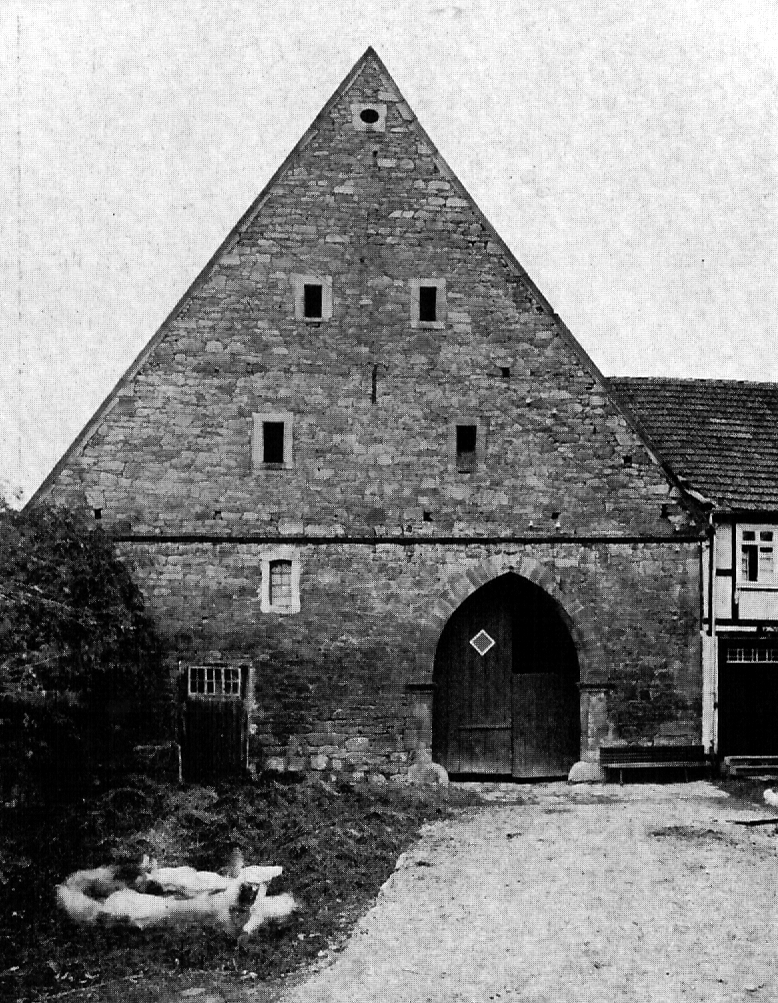
Mönchehof Borgentreich (um 1925)

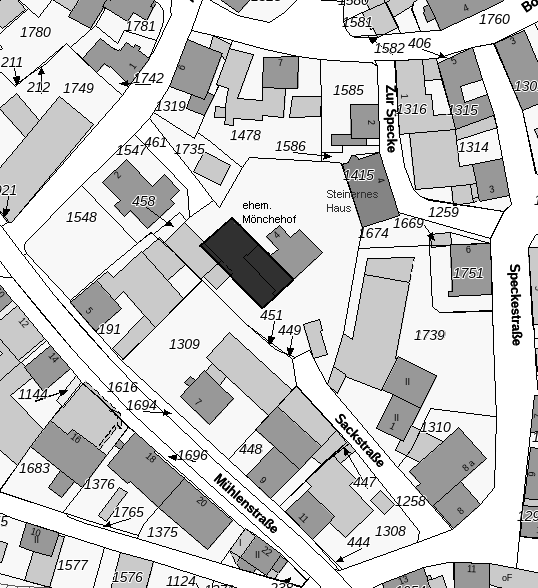
Lageplan

Der Mönchehof war ein um 1300 erbaute Zehntscheune des Klosters Hardehausen. Er befand sich im historischen Stadtkern von Borgentreich, An der Kirche 4. Das in mehreren kunsthistorischen Führern beschriebene Gebäude war 1995 in der Liste der Baudenkmäler in Borgentreich eingetragen. Es wurde danach dennoch abgebrochen, die Eintragung wurde am 30. Juni 1998 gelöscht.

## Gebäude
Es handelte sich um ein massives, aus Bruchsteinen erbautes Scheunengebäude von ca. 29,30 m Länge und 13,76 m Breite. Das aus Kalkbruchsteinen bestehende Mauerwerk hatte eine hohe Qualität, die Öffnungen waren durch sorgfältig behauene Quader eingefasst. Die Giebelwände hatten im Erdgeschoss eine Stärke von 1,30 m und hatten an Nord- und Südseite jeweils eine spitzbogige Einfahrt, die in eine hohe Deele führte. Die westliche Seite hatte zwei Etagen und einen separate rechteckige Tür. Die spitzbogigen Einfahrten wiesen unten je zwei Prellsteine auf und hatten am Übergang zum Bogen ein Kämpferprofil. Im Dachraum befanden sich offenbar zwei Speicherebenen, die giebelseitig durch zwei kleine Rechteckfenster belichtet wurden. In der Giebelspitze befindet sich mittig eine weitere, ovalförmige Lüftungsöffnung. Beide Giebel überragen die Dachfläche ein wenig und werden durch ein parallel zur Dachfläche verlaufendes Giebelprofil abgeschlossen. Am rechten Giebelfuß befand sich eine mittelalterliche Gesichtsmaske.

## Geschichte
Das Haus wurde im Zuge der frühen Stadtentwicklung von Borgentreich durch das Kloster Hardehausen errichtet. Im 16. Jahrhundert erfolgte eine Erneuerung der Kämpfer der südlichen Einfahrt in Renaissanceformen. Zu Beginn des 18. Jahrhunderts brannte die Scheune aus und wurde 1709 unter dem Hardehäuser Abt Stephanus Overgaer wieder aufgebaut. Nach der Säkularisierung erfolgte der Anbau eine Fachwerk-Wohnhauses in der Giebelflucht an der Ostseite. 1939 wurde Conze als Besitzer genannt. Eine letzte Erneuerung erfolgte nach dem Stadtbrand 1945.
1984 bildete sich nach Bekanntwerden einer Planung, auf dem Nachbargrundstück den Bau eines Großkuhstall mit Güllebehälter zu genehmigen, eine Bürgerinitiative, die die Stadt aufforderte, neben dem Steinernen Haus und dem ehemaligen Pfarrhaus auch die Zehntscheune in die Denkmälerliste der Stadt einzutragen. Die Eintragung erfolgte jedoch erst über 10 Jahre später, nämlich am 1. Dezember 1995. Sie verhinderte auch nicht den ca. 1997 erfolgten Abbruch des Kulturdenkmals.